# شركة منتجات جربر
شركة منتجات جربر هي شركة أمريكية متخصصة في منتجات وطعام الأطفال، يقع مقرها الرئيسي في فريمونت، ميشيغان. تعد شركة جربر برودكتس شركة تابعة لمجموعة نستله.
تشمل منتجات جربر الأخرى أدوات الرضاعة الطبيعية، زجاجات حليب الأطفال، بالإضافة إلى منتجات العناية الصحية مثل منظفات الأسنان واللثة.